# Bertha Becker
Bertha Koiffmann Becker (Rio de Janeiro, 7 de novembro de 1930 — Rio de Janeiro, 13 de julho de 2013) foi uma geógrafa brasileira.

## História
Bertha Koiffmann Becker cursou o Bacharelado e a Licenciatura em Geografia e História na Faculdade Nacional de Filosofia da Universidade Federal do Rio de Janeiro (FNFi/UFRJ), em 1948. Doutora, em 1970, e Livre-docente pelo Instituto de Geociências da UFRJ, com pós-doutorado pelo Department of Urban Studies and Planning, MIT, nos EUA, em 2000. Foi também professora titular aposentada da UFRJ e membro da Academia Brasileira de Ciências.  
Atuou como consultora e assessora de alguns órgãos estatais: Ministério Ciência e Tecnologia (MCT), Ministério do Meio Ambiente, Ministério das Relações Exteriores, Ministério da Integração Regional e das Relações Exteriores. Dirigiu e integrou grupos de pesquisas internacionais na União Geográfica Internacional (UGI), foi Presidente da Comissão Nacional do Brasil e da Associação Nacional de Pós-Graduação em Geografia (ANPEGE). Participou também da concepção do Plano Amazônia Sustentável. 
Escolheu seu curso por três motivos: sua irmã mais velha cursava história e geografia; queria conhecer o mundo; era filha de imigrantes (sua mãe era ucraniana e seu pai romeno).  
Um de seus principais estudos foi a expansão da fronteira móvel da agropecuária no Brasil, crescimento da pecuária em torno do Rio de Janeiro e São Paulo, avanço da pecuária para Goiás e dali para a Amazônia. 
Bertha ficou conhecida como "cientista da amazônia", pois seu principal tema de pesquisa era a geografia política da Amazônia e do Brasil, fazendo uma síntese das mudanças decorrentes das transformações ocorridas nas dinâmicas espaciais da região amazônica.
Recebeu diversos títulos e homenagens por seu trabalho:
Títulos Honoríficos Comendadora da Ordem Nacional do Mérito Científico - Presidente da República do Brasil - 2007. Conferencista Emérita - Escola Superior de Guerra - 2007; Doutor honoris causa - Universidade de Lyon III, França - 2005;
Medalhas Medalha Amigos da Marinha - Marinha do Brasil - 1999; Medalha Carlos Chagas Filho de Mérito Científico - Fundação Carlos Chagas Filho de Amparo à Pesquisa do Estado do Rio de Janeiro - 2000; Medalha David Livingston Centenary - American Geographical Society - 2001; Medalha do Mérito Geográfico - Sociedade Brasileira de Geografia - 2007.
HomenagensHomenagem do Grupo de Geógrafos Franceses - Centro de Desenvolvimento Sustentável, Universidade de Brasília (UnB) - 2003; Homenagem do Departamento de Geografia - UNESP, Campus de Rio Claro - 2003.

## Pesquisas
- Geopolítica da Amazônia;
- Tecnologia e gestão do território.

## Publicações
- BECKER, B. K. As Amazônias de Bertha K. Becker - 3 volumes. Rio de Janeiro: Editora Garamond, 2015.
- BECKER, B. K. A Urbe Amazônida. Rio de Janeiro: Editora Garamond, 2013. [8]
- BECKER, B. K. Geopolítica da Amazonia. Estudos Avançados, São Paulo, v. 19, n.53, p. 71-86, 2005.
- BECKER, B. K. Amazônia - Geopolítica na Virada do III Milênio. Rio de Janeiro: Editora Garamond, 2004. [9]
- BECKER, B. e EGLER, C. A. G. Detalhamento da metodologia para o ecológico-econômico da Amazonia Legal. Brasilia: SAE/MMA/LAGET. 1997.
- BECKER, B. K.; EGLER, C. A. G. Brasil: Uma Nova Potencia Regional na Economia-Mundo. Rio de Janeiro: Bertrand Brasil, 1993.
- BECKER, B. K. A Geografia e o Resgate da Geopolitica. Revista Brasileira de Geografia, Rio de Janeiro, v. 50, n.2, p. 99-126, 1988.
- BECKER, B. K. Geopolitica da Amazonia: A Nova Fronteira de Recursos. Rio de Janeiro: Zahar, 1982.
- Dimensões Humanas da Biodiversidade – O Desafio de Novas Relações Sociais (com Irene Garay)
- Migrações internas no Brasil - Reflexo da Organização do Espaço Desequilbrada
- Tecnologia e gestão do território (com outros autores)
- Um Futuro para Amazônia  (com  Claudio Stenner)
- Dilemas e Desafios do Desenvolvimento Sustentável no Brasil (com  Ignacy Sachs e Cristovam Buarque). Rio de Janeiro: Editora Garamond.